# Camaridium grisebachianum
Camaridium grisebachianum là một loài thực vật có hoa trong họ Lan. Loài này được (Nir & Dod) M.A.Blanco mô tả khoa học đầu tiên năm 2007.